# زيرمات
زيرمات هي قرية سياحية صغيرة موجودة في جنوب سويسرا على الحدود مع إيطاليا. تتميز زيرمات بموقعها ضمن جبال الألب وتقع بالقرب من جبل ماترهورن الشهير والذي تظهر صوره على مغلفات شوكولا توبليرون. يقطن القرية أكثر من 5000 شخص وترتفع أكثر من 1600 متر عن سطح البحر.
زيرمات مشهورة بكونها إحدى منتجعات التزلج على المنحدرات الجليدية ويزورها عدد كبير من السياح في فصل الشتاء لممارسة هذه الرياضة. وتشهد زيرمات حركة سياحية في فصلي الربيع والصيف أيضا من محبي رياضة المشي لما تتمتع فيه من مناظر خلابة. قرية زيرمات لا تسمح لمواطنيها باستخدام المركبات التي تعمل على مشتقات البترول خوفا من التلوث البيئي وتسمح فقط باستخدام وسائل النقل التي تعمل بالكهرباء.
تهطل الثلوج بكثافة في فصل الشتاء، ويتوفر مناطق للتزلج على الجليد بطول 300 كيلومتر من مسارات التزلج المنتشرة في ثلاث مناطق للتزلج المتنوعة: سونيغا - روثوم، ستوكهوم غوميرغرات وسوارزي- ماترهورن الجليدية التي تُعدّ بمثابة جنة الأنهار الجليدية حيث يكون المتزلجون قادرون على صقل مهاراتهم في «حديقة الجاذبية» حيث المرح في الحديقة الأولمبية التي يتدرب فيها الرياضيون. والانتقال إلى المنطقة الإيطالية للتزلج كيرفينيا- بريويل حيث يكون التزلج ممكناً انطلاقاً من ماترهورن الجنة الجليدية / ثيودولباس. ولأولئك الذين يبحثون عن شيء مختلف تماماً؛ فبإمكانهم أن يجربوا رياضة القفز بالمظلات، والتزلج بواسطة الكلاب أو خارج طائرات الهليكوبتر حيث التزحلق يكون بمرافقة وتوجيه من ذوي الخبرة في الجبال.

## المناخ
يظهر الجدول التالي التغييرات المناخية على مدار السنة لزيرمات:
| البيانات المناخية لـزيرمات (فترة مرجعية 1981–2010) | البيانات المناخية لـزيرمات (فترة مرجعية 1981–2010) | البيانات المناخية لـزيرمات (فترة مرجعية 1981–2010) | البيانات المناخية لـزيرمات (فترة مرجعية 1981–2010) | البيانات المناخية لـزيرمات (فترة مرجعية 1981–2010) | البيانات المناخية لـزيرمات (فترة مرجعية 1981–2010) | البيانات المناخية لـزيرمات (فترة مرجعية 1981–2010) | البيانات المناخية لـزيرمات (فترة مرجعية 1981–2010) | البيانات المناخية لـزيرمات (فترة مرجعية 1981–2010) | البيانات المناخية لـزيرمات (فترة مرجعية 1981–2010) | البيانات المناخية لـزيرمات (فترة مرجعية 1981–2010) | البيانات المناخية لـزيرمات (فترة مرجعية 1981–2010) | البيانات المناخية لـزيرمات (فترة مرجعية 1981–2010) | البيانات المناخية لـزيرمات (فترة مرجعية 1981–2010) |
| الشهر                                              | يناير                                              | فبراير                                             | مارس                                               | أبريل                                              | مايو                                               | يونيو                                              | يوليو                                              | أغسطس                                              | سبتمبر                                             | أكتوبر                                             | نوفمبر                                             | ديسمبر                                             | المعدل السنوي                                      |
| -------------------------------------------------- | -------------------------------------------------- | -------------------------------------------------- | -------------------------------------------------- | -------------------------------------------------- | -------------------------------------------------- | -------------------------------------------------- | -------------------------------------------------- | -------------------------------------------------- | -------------------------------------------------- | -------------------------------------------------- | -------------------------------------------------- | -------------------------------------------------- | -------------------------------------------------- |
| متوسط درجة الحرارة الكبرى °م (°ف)                  | 0.2 (32.4)                                         | 1.3 (34.3)                                         | 3.7 (38.7)                                         | 7.3 (45.1)                                         | 12.1 (53.8)                                        | 15.6 (60.1)                                        | 18.9 (66.0)                                        | 17.9 (64.2)                                        | 15.4 (59.7)                                        | 11.2 (52.2)                                        | 4.6 (40.3)                                         | 1.1 (34.0)                                         | 9.1 (48.4)                                         |
| المتوسط اليومي °م (°ف)                             | −4.8 (23.4)                                        | −4.0 (24.8)                                        | −1.5 (29.3)                                        | 2.0 (35.6)                                         | 6.7 (44.1)                                         | 10.0 (50.0)                                        | 12.5 (54.5)                                        | 11.7 (53.1)                                        | 9.0 (48.2)                                         | 4.8 (40.6)                                         | −0.8 (30.6)                                        | −3.8 (25.2)                                        | 3.5 (38.3)                                         |
| متوسط درجة الحرارة الصغرى °م (°ف)                  | −8.4 (16.9)                                        | −7.8 (18.0)                                        | −5.5 (22.1)                                        | −2.2 (28.0)                                        | 2.1 (35.8)                                         | 4.8 (40.6)                                         | 6.8 (44.2)                                         | 6.7 (44.1)                                         | 4.2 (39.6)                                         | 0.7 (33.3)                                         | −4.0 (24.8)                                        | −7.1 (19.2)                                        | −0.8 (30.6)                                        |
| الهطول مم (إنش)                                    | 43 (1.7)                                           | 46 (1.8)                                           | 49 (1.9)                                           | 50 (2.0)                                           | 61 (2.4)                                           | 56 (2.2)                                           | 47 (1.9)                                           | 60 (2.4)                                           | 41 (1.6)                                           | 55 (2.2)                                           | 55 (2.2)                                           | 48 (1.9)                                           | 611 (24.1)                                         |
| متوسط تساقط الثلوج سم (إنش)                        | 54.5 (21.5)                                        | 58.7 (23.1)                                        | 46.6 (18.3)                                        | 37.6 (14.8)                                        | 10.1 (4.0)                                         | 2.2 (0.9)                                          | 0.0 (0.0)                                          | 0.0 (0.0)                                          | 1.1 (0.4)                                          | 6.2 (2.4)                                          | 40.9 (16.1)                                        | 66.8 (26.3)                                        | 324.7 (127.8)                                      |
| متوسط أيام هطول الأمطار (≥ 1.0 ملم)                | 6.6                                                | 6.3                                                | 7.7                                                | 6.7                                                | 10.0                                               | 8.6                                                | 8.9                                                | 9.9                                                | 6.9                                                | 6.7                                                | 7.0                                                | 6.7                                                | 92.0                                               |
| متوسط الأيام المثلجة (≥ 1.0 سم)                    | 8.0                                                | 7.0                                                | 5.4                                                | 4.1                                                | 1.3                                                | 0.1                                                | 0.0                                                | 0.0                                                | 0.1                                                | 1.5                                                | 5.4                                                | 7.2                                                | 45.3                                               |
| متوسط الرطوبة النسبية (%)                          | 65                                                 | 66                                                 | 65                                                 | 66                                                 | 67                                                 | 68                                                 | 65                                                 | 70                                                 | 70                                                 | 67                                                 | 67                                                 | 66                                                 | 67                                                 |
| ساعات سطوع الشمس الشهرية                           | 85                                                 | 103                                                | 135                                                | 146                                                | 159                                                | 175                                                | 200                                                | 185                                                | 166                                                | 139                                                | 93                                                 | 81                                                 | 1٬666                                              |
| نسبة وصول أشعة الشمس                               | 54                                                 | 58                                                 | 56                                                 | 58                                                 | 56                                                 | 60                                                 | 68                                                 | 68                                                 | 69                                                 | 65                                                 | 58                                                 | 55                                                 | 61                                                 |
| المصدر: ميتيوسويز                                  |                                                    |                                                    |                                                    |                                                    |                                                    |                                                    |                                                    |                                                    |                                                    |                                                    |                                                    |                                                    |                                                    |

## توأمة
لزيرمات اتفاقيات توأمة مع كل من:
- ألفانو
- ميوكو
- كيوتو

## وصلات خارجية
- Swiss Universities handbook موقع يضم الجامعات في الكانتون (المقاطعة) - بالإنجليزية
- الدراسة في سويسرا بالعربي